# Gösta Knutsson
Gösta Lars August Knutsson (født 12. oktober 1908 i Stockholm, død 4. april 1973) var en svensk oversætter, radiovært og forfatter, der er mest kendt for sine børnebøger om Pelle Haleløs (svensk: Pelle Svanslös).

## Liv og karriere
Gösta Knutsson voksede op i en middelklassefamilie. Han hed oprindeligt Johansson, men tog efternavnet Knutsson efter den gamle navnetradition med et patronym efter sin far, Knut Johansson.
Knutsson studerede ved Uppsala Universitet og modtog en MA-grad. Han var herefter formand for studenterforeningerne Stockholms nation (1934–1936) og Uppsala studenterkorps (1936-1938). Knutsson var i en kort periode også redaktør på foreningens avis Ergo. I sin tid som formand blev han ansat som leder af Sveriges Radios afdeling i Uppsala og forblev der fra 1936 til 1969.

## Pelle Haleløs
Gösta Knutsson huskes bedst som forfatter til børnebogsserien om Pelle Haleløs, en godhjertet og ofte naiv kat, hvis hale var blevet bidt af en rotte, da han var killing. Han bliver altid snydt og mobbet af sin modstander Mons og hans følgesvende Bill og Bull. Det gode sejrer dog altid og Pelle får endda lov at opleve kærlighed sammen med elskerinden Maja Flødesnude. Pelle Haleløs debuterede i en historie fortalt af Knutsson på radio i 1937. Bogserien blev udgivet i perioden fra 1939 til 1972 og er oversat til flere sprog, heriblandt dansk. Den er også blevet filmatiseret i flere udgaver.
Knutsson sagde, at hovedpersonen Pelle var baseret på en kat, han selv havde kendt i sin barndom, men også at katten var hans eget alter ego. Figuren Maja Flødesnude er baseret på Knutssons kone Erna Eng. De andre katte i serien var alle karikaturer af mennesker blandt Knutssons egen omgangs- og bekendtskabskreds. Udover Pelle Haleløs er Gösta Knutsson også forfatter til serien Lasse Bamse (udgivet 1949-1952).
I 1965 blev Gösta Knutsson slået til ridder af Vasaordenen. Han døde i 1973, 64 år gammel, og ligger begravet i Uppsala.